# OBSゴールデンナイター
OBSゴールデンナイター（オービーエスゴールデンナイター）は、大分放送（OBS）ラジオ局で年度上半期（4-9月）の土・日・月曜を除く毎夜放送されているプロ野球中継である。

## 放送日時
- 火～金 19時から21時
- テーマ曲はT-SQUAREの「FACES」。
- 中継カードが予定より早く終了した場合、番組終了時までは「今夜もヒットエンドラン」というフィラーの音楽番組を送る（生放送）。
- 何度か大分トリニータ戦のJリーグ中継実施の為休止したことがある（この場合はゴールデンナイターではなく、OBSラジオスポーツスペシャル（オービーエスラジオスポーツスペシャル）として放送）。
- 2010年より、8月上旬に「OBSカラオケグランプリ」（2009年以前は昼間時間帯に放送されていた）に差し替えられ、ナイター中継を休止する日がある。

## ネット受け
曜日別の放送内容【】印は、中継する主な球団
- 火曜：【福岡ソフトバンクホークス】（ヤクルト主催試合放送不可）RKBエキサイトホークス（キー局：RKBラジオ）
  - ホークスがデーゲームもしくは試合なしの場合はRKBが設定する他のカードの中継を放送
- 水 - 金曜：【読売ジャイアンツもしくは東京ヤクルトスワローズ】NRNナイター（ニッポン放送ショウアップナイター、キー局：ニッポン放送）

OBSラジオでのプロ野球中継は1961年に火曜日19時からのナイター中継と日曜日16時からの薄暮ゲーム中継を放送したのが最初で、1963年にはナイター中継を週5回に拡大。1965年まで日曜日は16時から22時までプロ野球中継を組んでいた。その後1969年にはナイター中継が週6回の放送となり、月曜日のナイター中継も1978年と1982年に組んでいた。
2009年までは土曜・日曜のナイターをTBSラジオからのネット受けでJRNナイターを放送していたが、土・日ナイター放送が原則廃止となった関係で2010年のみ土曜日に関しては文化放送が幹事局となるNRNナイターの放送に切り替え、日曜は日本シリーズを除いて廃枠。2011年はその土曜の放送も廃枠されて火 - 金のみの放送となり、水曜日の放送もKBCホークスナイターのネット受けからNRNナイターのネット受けに変更された。
火曜（2010年までは水曜も）の中継は、タイムテーブル上で「がんばれ!ホークス!!」とサブタイトルが付けられる。

### 制作担当局
| 地域（球団）／曜日         | 火        | 水  | 木  | 金  |     |
| 基本系列                   | JRN       | NRN | NRN | NRN | NRN |
| 北海道（日）               | HBC       | STV | STV | STV |     |
| 宮城（楽）                 | TBC       | TBC | TBC | TBC |     |
| 関東（巨・ヤ・横・西・ロ） | RF/QR/TBS | LF  | LF  | LF  |     |
| 東海（中）                 | CBC       | SF  | SF  | SF  |     |
| 近畿（神・オ）             | ABC       | MBS | MBS | ABC |     |
| 広島（広）                 | RCC       | RCC | RCC | RCC |     |
| 福岡（ソ）                 | RKB       | KBC | KBC | KBC |     |
| -------------------------- | --------- | --- | --- | --- | --- |

1. ↑  TBSラジオが自社およびJRNネットワーク番組としての野球中継を廃止した2018年以降は、厳密には（NRNとのクロスネットを含む）JRN加盟局他との個別ネット扱いとなる。
2. ↑  ヤクルト主催試合についてはTBS及びRKBに中継権がないため、水 - 金曜のみ放送可能（日本シリーズおよび本拠地球場開催のオールスターゲームを除く）。
3. ↑  基本的には巨人戦はRF、DeNA戦はTBS、西武・ロッテ戦はQRからネット受けまたは裏送りとなる。

日本シリーズ中継は、2009年までは開催曜日に合わせたラインによるネット（第4・5戦がNRN受け、それ以外はJRN受け）であったが、2010年は例年とは異なり、第1・2戦をNRN受け、第3・4・5・7戦をJRN受けとした（第6戦は自社制作の通常番組「けんちゃん☆あっこのHAMARooooN!!ステーション」を優先するため、はじめからネットしない）。2011年以降もこのラインパターンを取るかどうかは未定。2023年は日本シリーズは放送せず、定時番組を優先させている。
火曜日のRKBが、ホークスのビジターゲーム中継を自社制作した場合、当該試合はビジター側の地元局での中継有無に関係なくRKBの放送分に準拠したものとなる。つまり、火曜日はRKBと同じ中継を放送する。